# Skuseomyia
Skuseomyia es un género monotípico de dípteros nematóceros perteneciente a la familia Limoniidae. Su única especie: Skuseomyia eximia, se distribuye por Queensland y Nueva Gales del Sur, Australia.